# داريو روسي
داريو روسي (بالإيطالية: Dario Rossi)‏ (14 نوفمبر 1972 ألاتري إيطاليا - ) هو لاعب كرة قدم إيطالي، يلعب كمدافع.

## مسيرته

### مسيرته مع الأندية
- 1990 - 1992 لعب مع نادي روما مباراة.
- 1992 - 1992 لعب مع نادي ترنانا 6 مباريات.
- 1993 - 1994 لعب مع نادي مودينا 8 مباريات.
- 1994 - 1994 لعب مع نادي روما 3 مباريات.
- 1994 - 1995 لعب مع نادي ليتشي 15 مباراة.
- 1995 - 1996 لعب مع نادي أسكولي 26 مباراة.
- 1996 - 1997 لعب مع نادي سبال 23 مباراة.
- 1997 - 1999 لعب مع Montevarchi Calcio Aquila 1902 [الإنجليزية]‏ 62 مباراة.
- 1999 - 2000 لعب مع نادي بيزا 33 مباراة.
- 2000 - 2001 لعب مع فيس بيزارو 1898 [الإنجليزية]‏ 32 مباراة.
- 2001 - 2003 لعب مع نادي بيسكارا 63 مباراة.
- 2003 - 2005 لعب مع نادي فروسينوني 66 مباراة.
- 2005 - 2006 لعب مع نادي كييتي كالسيو الرياضي 15 مباراة.
- 2006 - 2008 لعب مع Cavese 1919 [الإنجليزية]‏ 28 مباراة.
- 2006 - 2008 لعب مع Cavese 1919 [الإنجليزية]‏ 28 مباراة.